# The Voice Hrvatska (1. sezona)
The Voice Hrvatska je glazbeni reality talent show, dio franšize The Voice temeljen na nizozemskom showu The Voice of Holland.
Voditelji prve sezone bili su Iva Šulentić i Ivan Vukušić, a mentori Tony Cetinski, Jacques Houdek, Ivan Dečak i Indira Levak. Prva sezona emitirana je 2015. Pobjednica prve sezone je Nina Kraljić, a natjecali su se i Ana Opačak, Bruna Oberan, Marin Jurić-Čivro, Iva Gortan, Elena Stella, Jure Brkljača, Dino Petrić, Ema Gagro i ostali. Prva sezona imala je podnaslov "Najljepši glas Hrvatske" koji se od treće sezone prestao koristiti, rezultirajući promjenom imena u samo "The Voice Hrvatska".

## Audicije
Svaki kandidat koji je prošao sva tri predizbora, nastupio je na audiciji. Mentori (žiri) su okrenuti leđima kandidatu dok pjeva, a ako se mentorima svidjela izvedba, okrenuli bi se prije kraja pjesme. Ako se kandidatu okrenuo samo jedan od mentora, on direktno ulazi u njegov tim. No, ako se kandidatu okrenulo dvoje ili više mentora, on je birao između okrenutih. Onima kojima se mentori nisu okrenuli, nisu prošli audiciju.
- Pobjednik/pobjednica
- Drugo mjesto
- Treće mjesto
- Četvrto mjesto
- Eliminirani u live showu
- Eliminirani u dvobojima

| Mentori               | Natjecatelji            | Natjecatelji       | Natjecatelji | Natjecatelji | Natjecatelji |
| --------------------- | ----------------------- | ------------------ | ------------ | ------------ | ------------ |
| Indira Levak          |                         |                    |              |              |              |
| Mateo Resman          | Ana Opačak              | Bruna Oberan       |              |              |              |
| Karlo Cvetković       | Dora Vestić             | Tomislav Užarević  |              |              |              |
| Samanta Bučaj         | Zdravka Damjanović      | Samanta Vrbljanac  |              |              |              |
| Sven Pfeifer          | Andrea Mihal            | Ivan Županović     |              |              |              |
| Ivan Dečak            |                         |                    |              |              |              |
| Marin Jurić - Čivro   | Iva Gortan              | Elena Stella       |              |              |              |
| Mahir Kapetanović     | Daniel Jurišević        | Dario Došlić       |              |              |              |
| Azra Kuštrić Skender  | Valentina Trstenjak     | Nicole Vidak       |              |              |              |
| Dino Purić            | Melanija Purić          | Ante Brzić         |              |              |              |
| Tony Cetinski         |                         |                    |              |              |              |
| Jure Brkljača         | Alen Bičević            | Sara Barbarić      |              |              |              |
| Iva Ajduković         | Božidarka Matija Čerina | Kristina Boban     |              |              |              |
| Romana Lalić Pejković | Bojan Aleksovski        | Andrija Kovačević  |              |              |              |
| Kristian Ordulj       | Vladimir Matica Mac     | Maja Škiljević     |              |              |              |
| Jacques Houdek        |                         |                    |              |              |              |
| Nina Kraljić          | Dino Petrić             | Ema Gagro          |              |              |              |
| Pjerino Ružević       | Egon Marić              | Melanie M. Acorlor |              |              |              |
| Martina Milošević     | Gordan Gregurović       | Neven Stipčić      |              |              |              |
| Mateo Pilat           | Ana Cerovac             | Antonela Đinđić    |              |              |              |

## Dvoboji
Nakon što su prošli audiciju, mentori su okupili svoje timove i savjetnike. Svaki mentor, koji u svom timu ima 12 natjecatelja, bira šest parova. Svaki par pjeva istu pjesmu naizmjenično u tzv. ringu.
Nakon izvedbe par dobiva mišljenje ostalih mentora, a na kraju mentor para bira tko iz njega prolazi dalje.

### Prva epizoda
| Redni broj nastupa | Mentor         | Natjecatelji      | Natjecatelji          | Pjesma                  |
| ------------------ | -------------- | ----------------- | --------------------- | ----------------------- |
| 1.                 | Indira Levak   | Samanta Vrbljanac | Bruna Oberan          | "Chain of Fools"        |
| 2.                 | Ivan Dečak     | Dario Došlić      | Ante Brzić            | "Crying in the Rain"    |
| 3.                 | Tony Cetinski  | Jure Brkljača     | Romana Lalić Pejković | "Stine"                 |
| 4.                 | Jacques Houdek | Ema Gagro         | Neven Stipčić         | "Never Too Much"        |
| 5.                 | Ivan Dečak     | Daniel Jurišević  | Melanija Purić        | "Just Give Me a Reason" |
| 6.                 | Tony Cetinski  | Andrija Kovačević | Sara Barbarić         | "It's Only Love"        |

### Druga epizoda
| Redni broj nastupa | Mentor         | Natjecatelji        | Natjecatelji            | Pjesma               |
| ------------------ | -------------- | ------------------- | ----------------------- | -------------------- |
| 1.                 | Jacques Houdek | Mateo Pilat         | Pjerino Ružević         | "Titanium"           |
| 2.                 | Indira Levak   | Mateo Resman        | Samanta Bučaj           | "Još jednom"         |
| 3.                 | Tony Cetinski  | Vladimir Matica Mac | Božidarka Matija Čerina | "Cryin'"             |
| 4.                 | Ivan Dečak     | Elena Stella        | Nicole Vidak            | "Back to Black"      |
| 5.                 | Jacques Houdek | Ana Cerovac         | Egon Marić              | "Give Me One Reason" |
| 6.                 | Indira Levak   | Ivan Županović      | Tomislav Užarević       | "New York, New York" |

### Treća epizoda
| Redni broj nastupa | Mentor         | Natjecatelji        | Natjecatelji         | Pjesma                 |
| ------------------ | -------------- | ------------------- | -------------------- | ---------------------- |
| 1.                 | Indira Levak   | Andrea Mihal        | Dora Vestić          | "Free Your Mind"       |
| 2.                 | Jacques Houdek | Dino Petrić         | Gordan Gregurović    | "Molitva"              |
| 3.                 | Tony Cetinski  | Kristian Ordulj     | Iva Ajduković        | "All Around the World" |
| 4.                 | Jacques Houdek | Antonela Đinđić     | Melanie M. Acorlor   | "I Follow Rivers"      |
| 5.                 | Ivan Dečak     | Valentina Trstenjak | Iva Gortan           | "Stay with Me Baby"    |
| 6.                 | Ivan Dečak     | Marin Jurić - Čivro | Azra Kuštrić Skender | "One"                  |

### Četvrta epizoda
| Redni broj nastupa | Mentor         | Natjecatelji      | Natjecatelji       | Pjesma                       |
| ------------------ | -------------- | ----------------- | ------------------ | ---------------------------- |
| 1.                 | Tony Cetinski  | Maja Škiljević    | Kristina Boban     | "Read All About It"          |
| 2.                 | Ivan Dečak     | Mahir Kapetanović | Dino Purić         | "...pola metra iznad zemlje" |
| 3.                 | Indira Levak   | Ana Opačak        | Zdravka Damjanović | "Bleeding Love"              |
| 4.                 | Jacques Houdek | Martina Milošević | Nina Kraljić       | "Say Something"              |
| 5.                 | Tony Cetinski  | Bojan Aleksovski  | Alen Bičević       | "Wonderful Tonight"          |
| 6.                 | Indira Levak   | Sven Pfeifer      | Karlo Cvetković    | "Wake Me Up"                 |

## Emisije uživo

### Prva emisija
Prva emisija live nastupa održana je 21. ožujka 2015.
| Redni broj nastupa | Tim         | Natjecatelj        | Pjesma                             | Rezultat  |
| ------------------ | ----------- | ------------------ | ---------------------------------- | --------- |
| 1.                 | Tim Tony    | Sara Barbarić      | "Tough Lover"                      | Prolazak  |
| 2.                 | Tim Tony    | Alen Bičević       | "Još uvijek sanjam da smo zajedno" | Prolazak  |
| 3.                 | Tim Tony    | Kristina Boban     | "When Love Takes Over"             | Ispadanje |
| 1.                 | Tim Jacques | Ema Gagro          | "A Song for You"                   | Prolazak  |
| 2.                 | Tim Jacques | Melanie M. Acorlor | "Čuvaj me"                         | Ispadanje |
| 3.                 | Tim Jacques | Nina Kraljić       | "Wicked Game"                      | Prolazak  |
| 1.                 | Tim Indira  | Dora Vestić        | "Proud Mary"                       | Ispadanje |
| 2.                 | Tim Indira  | Karlo Cvetković    | "Ja bih preživio"                  | Prolazak  |
| 3.                 | Tim Indira  | Bruna Oberan       | "Bang Bang"                        | Prolazak  |
| 1.                 | Tim Ivan    | Daniel Jurišević   | "Run to the Hills"                 | Ispadanje |
| 2.                 | Tim Ivan    | Mahir Kapetanović  | "Sve će to mila moja..."           | Prolazak  |
| 3.                 | Tim Ivan    | Elena Stella       | "Johnny Got a Boom Boom"           | Prolazak  |

### Druga emisija
Druga emisija live nastupa održana je 28. ožujka 2015.
| Redni broj nastupa | Tim         | Natjecatelj             | Pjesma                            | Rezultat  |
| ------------------ | ----------- | ----------------------- | --------------------------------- | --------- |
| 1.                 | Tim Ivan    | Marin Jurić - Čivro     | "Hallelujah"                      | Prolazak  |
| 2.                 | Tim Ivan    | Iva Gortan              | "Set Fire to the Rain"            | Prolazak  |
| 3.                 | Tim Ivan    | Dario Došlić            | "Questo piccollo grande amore"    | Ispadanje |
| 1.                 | Tim Tony    | Iva Ajduković           | "Domino"                          | Prolazak  |
| 2.                 | Tim Tony    | Jure Brkljača           | "Bacila je sve niz rijeku"        | Prolazak  |
| 3.                 | Tim Tony    | Božidarka Matija Čerina | "Sweet Dreams (Are Made of This)" | Ispadanje |
| 1.                 | Tim Indira  | Tomislav Užarević       | "Wonderwall"                      | Ispadanje |
| 2.                 | Tim Indira  | Mateo Resman            | "I Kissed a Girl"                 | Prolazak  |
| 3.                 | Tim Indira  | Ana Opačak              | "Tempera"                         | Prolazak  |
| 1.                 | Tim Jacques | Egon Marić              | "Royals"                          | Ispadanje |
| 2.                 | Tim Jacques | Dino Petrić             | "Pratim te"                       | Prolazak  |
| 3.                 | Tim Jacques | Pjerino Ružević         | "Diamonds"                        | Prolazak  |

### Treća emisija
Treća emisija live nastupa održana je 4. travnja 2015.
| Redni broj nastupa | Tim         | Natjecatelj         | Pjesma                         | Rezultat  |
| ------------------ | ----------- | ------------------- | ------------------------------ | --------- |
| 1.                 | Tim Indira  | Ana Opačak          | "What a Wonderful World"       | Prolazak  |
| 2.                 | Tim Indira  | Karlo Cvetković     | "Let Me Entertain You"         | Ispadanje |
| 3.                 | Tim Indira  | Mateo Resman        | "Grenade"                      | Prolazak  |
| 4.                 | Tim Indira  | Bruna Oberan        | "Hurt"                         | Prolazak  |
| 1.                 | Tim Jacques | Pjerino Ružević     | "Tko sam ja da ti sudim"       | Ispadanje |
| 2.                 | Tim Jacques | Ema Gagro           | "Pelin i med"                  | Prolazak  |
| 3.                 | Tim Jacques | Dino Petrić         | "Dvije duše"                   | Prolazak  |
| 4.                 | Tim Jacques | Nina Kraljić        | "Što te nema"                  | Prolazak  |
| 1.                 | Tim Tony    | Alen Bičević        | "Freedom"                      | Prolazak  |
| 2.                 | Tim Tony    | Iva Ajduković       | "Dođi"                         | Ispadanje |
| 3.                 | Tim Tony    | Jure Brkljača       | "Još i danas zamiriše trešnja" | Prolazak  |
| 4.                 | Tim Tony    | Sara Barbarić       | "It's Raining Men"             | Prolazak  |
| 1.                 | Tim Ivan    | Elena Stella        | "Many Rivers to Cross"         | Prolazak  |
| 2.                 | Tim Ivan    | Marin Jurić - Čivro | "Mjesto za mene"               | Prolazak  |
| 3.                 | Tim Ivan    | Iva Gortan          | "I'm Not the Only One"         | Prolazak  |
| 4.                 | Tim Ivan    | Mahir Kapetanović   | "Love Me Again"                | Ispadanje |

### Četvrta emisija
Četvrta emisija live nastupa održana je 11. travnja 2015.
| Redni broj nastupa | Tim         | Natejcatelj       | Pjesma                             | Rezultat  |
| ------------------ | ----------- | ----------------- | ---------------------------------- | --------- |
| 1.                 | Tim Tony    | Jure Brkljača     | "Posoljeni zrak i razlivena tinta" | Prolazak  |
| 2.                 | Tim Tony    | Sara Barbarić     | "You Shook Me All Night Long"      | Ispadanje |
| 3.                 | Tim Tony    | Alen Bičević      | "Utorak"                           | Prolazak  |
| 1.                 | Tim Ivan    | Iva Gortan        | "Gdje Dunav ljubi nebo"            | Prolazak  |
| 2.                 | Tim Ivan    | Marin Jurić-Čivro | "Soldier of Fortune"               | Prolazak  |
| 3.                 | Tim Ivan    | Elena Stella      | "Creep"                            | Ispadanje |
| 1.                 | Tim Jacques | Nina Kraljić      | "She Wolf"                         | Prolazak  |
| 2.                 | Tim Jacques | Ema Gagro         | "Uptown Funk"                      | Ispadanje |
| 3.                 | Tim Jacques | Dino Petrić       | "Kad žena zavoli"                  | Prolazak  |
| 1.                 | Tim Indira  | Bruna Oberan      | "Daleko"                           | Ispadanje |
| 2.                 | Tim Indira  | Mateo Resman      | "Evo zakleću se"                   | Prolazak  |
| 3.                 | Tim Indira  | Ana Opačak        | "Purple Rain"                      | Prolazak  |

### Polufinale
Polufinale showa održano je 18. travnja 2015.
Nastup s mentorom:
- Tim Ivan: "Treblebass"
- Tim Indira: "Najbolje od svega"
- Tim Tony: "Treba imat dušu"
- Tim Jacques: "True Colors"

| Redni broj nastupa | Tim         | Natjecatelj       | Pjesma                     | Rezultat  |
| ------------------ | ----------- | ----------------- | -------------------------- | --------- |
| 1.                 | Tim Ivan    | Iva Gortan        | "Addicted to You"          | Ispadanje |
| 2.                 | Tim Ivan    | Marin Jurić-Čivro | "Take Me to Church"        | Prolazak  |
| 1.                 | Tim Indira  | Mateo Resman      | "Ostala si uvijek ista"    | Prolazak  |
| 2.                 | Tim Indira  | Ana Opačak        | "La Vie en rose"           | Ispadanje |
| 1.                 | Tim Tony    | Alen Bičević      | "Ti si mi u krvi"          | Ispadanje |
| 2.                 | Tim Tony    | Jure Brkljača     | "Tu noć kad si se udavala" | Prolazak  |
| 1.                 | Tim Jacques | Dino Petrić       | "Hero"                     | Ispadanje |
| 2.                 | Tim Jacques | Nina Kraljić      | "Nothing Else Matters"     | Prolazak  |

### Finale
Finale je održano 25. travnja 2015. Svaki mentor ima po jednog natjecatelja koji izvodi tri pjesme: pjesmu s kojom se prvi put predstavio na audiciji, zatim pjesmu s mentorom i na kraju još jednu pjesmu po izboru.
| Redni broj nastupa | Tim         | Natjecatelj       | Prva pjesma              | Druga pjesma (duet) | Rezultat  | Treća pjesma         | Rezultat   | Rezultat  |
| ------------------ | ----------- | ----------------- | ------------------------ | ------------------- | --------- | -------------------- | ---------- | --------- |
| 1.                 | Tim Tony    | Jure Brkljača     | "Brod u boci"            | "Ti, samo ti"       | 4. mjesto | 4. mjesto            | 4. mjesto  | 4. mjesto |
| 2.                 | Team Ivan   | Marin Jurić-Čivro | "Ain't No Sunshine"      | "Tango"             | Prolazak  | "I Don't Want to Be" | 3. mjesto  | 108.329   |
| 3.                 | Tim Jacques | Nina Kraljić      | "Beneath Your Beautiful" | "Euphoria"          | Prolazak  | "Zajdi, zajdi"       | Pobjednica | 194.319   |
| 4.                 | Tim Indira  | Mateo Resman      | "Bed of Roses"           | "Simply the Best"   | Prolazak  | "Zlatne godine"      | 2. mjesto  | 114.747   |